# Evangelische Kirche (Oberweimar)

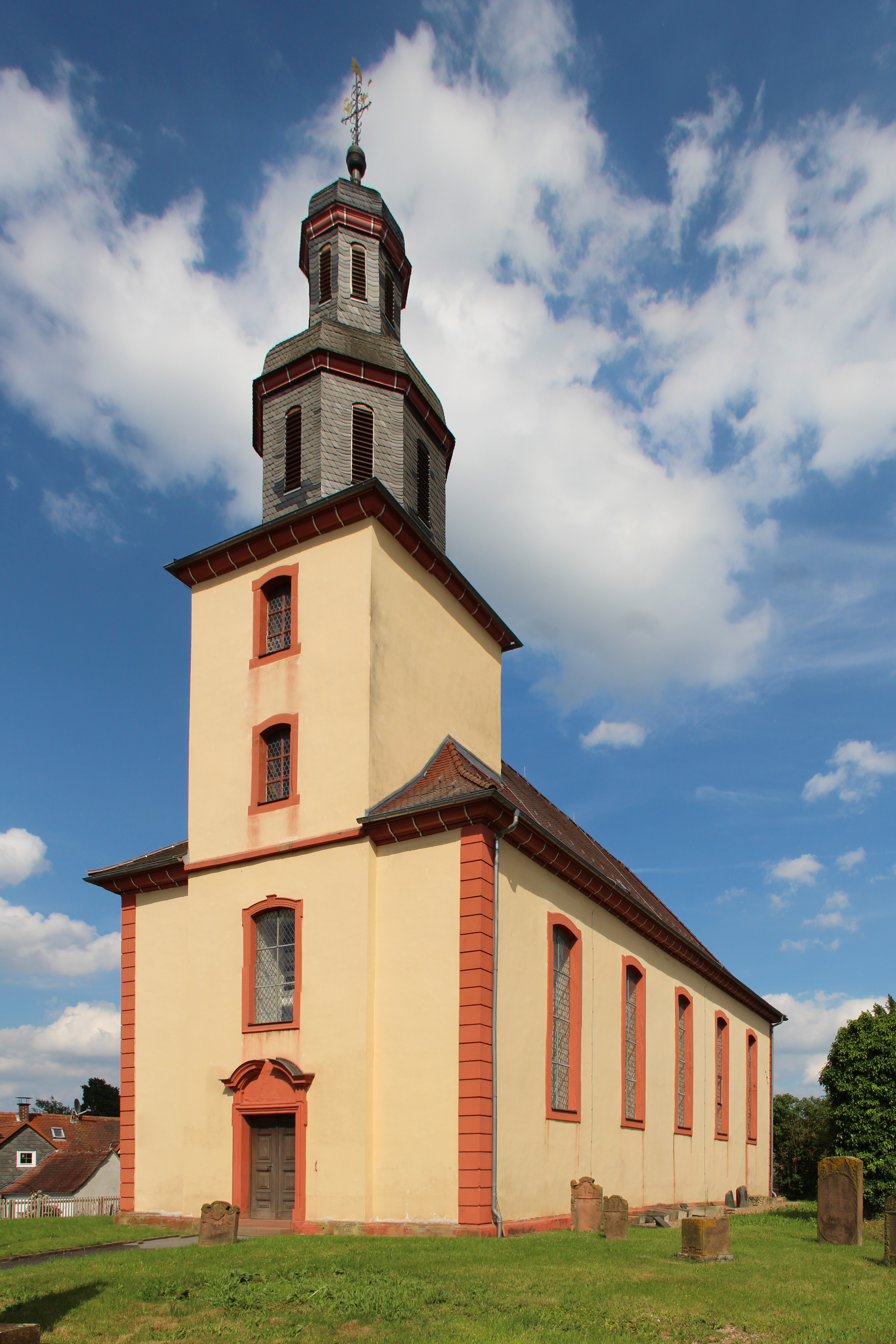
Evangelische Kirche in Oberweimar

Die evangelische Kirche Oberweimar ist ein denkmalgeschütztes Kirchengebäude in Oberweimar, einem Ortsteil der Gemeinde Weimar (Lahn) im Landkreis Marburg-Biedenkopf in Hessen. Die Kirchengemeinde gehört zum Kirchenkreis Marburg im Sprengel Marburg der Evangelischen Kirche von Kurhessen-Waldeck.

## Beschreibung
Die barocke Saalkirche wurde 1733 auf den Grundmauern der Vorgängerkirche gebaut. Bauherr war Landgraf Friedrich I. von Hessen-Kassel, König von Schweden. Der eingestellte hohe Kirchturm hat einen achteckigen, schiefergedeckten Aufsatz, dessen glockenförmige Haube von einer Laterne gekrönt wird. Die dreiseitigen Emporen sind zum Teil doppelstöckig. Neben dem Altar befindet sich links das Kirchengestühl für den Patron, rechts das für den örtlichen Adel. Die Kanzel von 1674 steht zwar hinter dem Altar, aber nicht mehr in der ursprünglichen Höhe. Die Orgel mit 13 Registern, einem Manual und einem Pedal wurde 1747 von Johann Christian Köhler gebaut. Sie wurde 1971 und 2010/11 von Gerald Woehl auf ihren Ursprung zurückgeführt.